# Devayani
Za glumicu, pogledajte Devayani (glumica), a za plesačicu, Devayani (plesačica).
U hinduističkoj mitologiji, Devayani (sanskrt देवयानी, Devayānī) božica je te kći gurua Shukre i njegove supruge Jayanti (kći kralja bogova Indre). Devayani se udala za kralja Yayatija (ययाति) te su njihovi sinovi Yadu i Turvasu.

## Brak
Na pikniku u šumi, Devayani je bila sa svojom prijateljicom Sharmishthom te su susrele Yayatija, koji je došao loviti. Devayani je odvela Yayatija svom ocu, kojem je rekla da bi se za Yayatija htjela udati. Shukra je na to pristao, ali je također rekao Yayatiju da bi se trebao brinuti i za Sharmishthu jer je princeza, no s njom ne bi smio imati spolni odnos. Yayati je potom oženio Devayani, koja mu je rodila dvojicu sinova.